# Рекреатіва ду Амбоїм
Ассоціасау Рекреатіва ду Амбоїм або просто АРА да Габела (порт. Associação Recreativa do Amboim) — професіональний ангольський футбольний клуб з міста Габела, в провінції Південна Кванза.

## Історія клубу
Футбольний клуб було засновано 14 червня 1948 року в місті Габела. Команда комплектується переважно гравцями з Луанди та з провінції. Клуб грав останнього разу в Гіраболі 2000 року, за підсумками чемпіонату команда посіла 13 місце (з 14 команд) та вилетіла до Гіра Анголи. Зараз команда виступає в чемпіонаті провінції Південна Кванза, бюджет клубу, за словами президента, понад 140 000 доларів на рік. Президент клубу ставить завдання перед клубом — повернення до елітного дивізіону чемпіонату країни з футболу.

## Клубні кольори
Традиційними кольорами клубу є жовтий та блакитний.

## Досягнення
- Гіра Ангола (Серія B):
  -  Чемпіон (1): 1999 (з 3-х команд).[3]